# Nový Zéland na Zimních olympijských hrách 2022
Nový Zéland na Zimních olympijských hrách 2022 reprezentovalo 15 sportovců (9 mužů a 6 žen) v 5 sportech. Alice Robinsonová a Finn Bilous byli vlajkonoši při zahajovacím ceremoniálu.
Snowboardistka Zoi Sadowská Synnottová získala 6. února pro výpravu první zlatou medaili z her, když vyhrála ženský slopestyle. Další zlato získal 19. února akrobatický lyžař Nico Porteous v mužské U-rampě.

## Medailisté
| Medaile | Jméno                   | Sport                | Disciplína      | Datum     |
| ------- | ----------------------- | -------------------- | --------------- | --------- |
| Zlato   | Zoi Sadowská Synnottová | Snowboarding         | Ženy slopestyle | 6. února  |
| Zlato   | Nico Porteous           | Akrobatické lyžování | Muži U-rampa    | 19. února |
| Stříbro | Zoi Sadowská Synnottová | Snowboarding         | Ženy big air    | 15. února |

## Účastníci
Počet účastníků v jednotlivých disciplínách.
| Sport                | Muži | Ženy | Celkem |
| -------------------- | ---- | ---- | ------ |
| Alpské lyžování      | 0    | 1    | 1      |
| Biatlon              | 1    | 0    | 1      |
| Akrobatické lyžování | 6    | 3    | 9      |
| Snowboarding         | 1    | 2    | 3      |
| Rychlobruslení       | 1    | 0    | 1      |
| Celkem               | 9    | 6    | 15     |